# غوستافو تيكسيرا
غوستافو تيكسيرا (26 ديسمبر 1908 بفيلا ريال في البرتغال - 1987) هو لاعب كرة قدم برتغالي في مركز الدفاع. شارك مع منتخب البرتغال لكرة القدم. أما مع النوادي، فقد لعب مع نادي بنفيكا وأتلتيكو كاسا بيا.

## وصلات خارجية
- غوستافو تيكسيرا على موقع الاتحاد الدولي (مؤرشف)  (الإنجليزية)
- غوستافو تيكسيرا على موقع قاعدة بيانات كرة القدم.إي يو (الإنجليزية)